# Mottureau
 (mars 2021).
En géomorphologie le terme mottureau désigne un type de micro-relief ou de micro-modelé où alternent des monticules végétalisés et des dépressions, observable dans certains marais maritimes et dans certains marais continentaux. Le mot, d'origine vendéenne, serait employé dans le marais poitevin. En anglais, il a été traduit par hummock ce qui en fait correspondrait à Swamp Hummock. On retrouve des mottureaux dans de nombreuses régions du monde, où ils portent un grand nombre de noms différents dont ceux de pimple mound en Louisiane ou de hog wallow en Californie et celui, australien, de gilgaï retenu par plusieurs auteurs,.

## Description
La partie la plus haute des mottureaux domine de quelques centimètres à un mètre la partie en dépression, mais exceptionnellement ont été décrits des monticules de 1,80 m au Queensland et il n'est pas exclu qu'il en existe de 2,50 mètres de haut. La forme du monticule varie beaucoup : on peut opposer des dômes hémisphériques à des buttes à sommet plats. Certains monticules sont étroits et allongés, d'autres circulaires. 

## Explication
Les hypothèses les plus farfelues ont été faites pour expliquer l'existence de mottureaux : la page de blog « Le mystère des Mima Mounds » en donne un très bel exemple. La mise en place de mottureaux est directement liée à la nature des sédiments, des argiles gonflantes. Ils se développent à partir des alternances d'hydratation et de dessiccation. Il ne faut donc pas confondre les mottureaux :
- avec les touradons qui sont une accumulation de matière organique construite par des végétaux ;
- avec les thufurs, hummocks et les buttes gazonnées périglaciaires dont la genèse est liée aux alternances de grand froid et de dégel ;
- avec les tertres artificiels construits par les agriculteurs sur le pourtour peu profond de certains lacs africains ;
- avec les cercles de fées d'Afrique australe, d'origine végétale ;
- avec des taupinières et des termitières en dôme.

## Gestion
Il ne sert à rien de détruire les mottureaux comme cela a été fait dans le marais poitevin, aux États-Unis ou en Australie. Sauf si le drainage a été modifié, ceux-ci se reconstituent en quelques années.[réf. nécessaire]